# У присутності моїх ворогів
«У присутності моїх ворогів» (англ. In the Presence of Mine Enemies) — альтернативно-історичний роман американського письменника Гаррі Тертлдава 2003 року, розширений з однойменного оповідання. Назва походить від п'ятого вірша 23-го псалма. У романі зображено світ, у якому Сполучені Штати залишалися ізоляціоністами і тому не брали участі у Другій світовій війні, таким чином дозволивши перемогти державам Осі, які розділили світ між собою. Проте через кілька років після війни почалася Третя світова війна, у якій держави Осі перемогли Сполучені Штати та Канаду.
Дія роману розгортається у 2010 році, а зосереджується на Генріху Ґімпелю та невеликій групі євреїв, які пережили Голокост, ставши язичниками; всі персонажі книги є членами цієї таємної єврейської групи. Події відбуваються на тлі, що нагадує останні дні Радянського Союзу, з героями, прототипами яких є Михайл Горбачов, Борис Єльцин тощо.

## Стислий зміст сюжету
Офіцер вермахту Генріх Ґімпель дивує свою 10-річну доньку Аліцію таємницею, яку приховувала від неї все життя: їхня родина — єврейська. Він пояснює, що Ґімпелі, їхні друзі Вальтер і Естер Штуцмани та їхні великі родини належать до залишків євреїв, які виживають, ховаючись у суспільстві, яке прагне їхньої смерті. Достатньо доросла, щоб за сімейною традицією їй довіряли цей обман життя і смерті, Алісія змушена приховувати правду від своїх друзів, однокласників і навіть молодших сестер, навіть коли вона змушена розглядати расистську шкільну програму під новим кутом зору, що викликає у неї огиду і злість через усю антисемітську пропаганду, яку вона завжди беззаперечно заучувала і повторювала.
Тим часом Генріх виявляється втягнутим у подружні чвари між своїм колегою Віллі Доршем і дружиною Віллі, Ерікою. Віллі, сумніваючись у вірності Еріки через її постійний флірт з Генріхом, починає позашлюбний зв'язок з його секретаркою. Розлючена зрадою чоловіка, Еріка прагне закрутити роман-відповідь з Генріхом. Той чинить опір, що призводить до того, що Еріка звинувачує його в тому, що він єврей, і Генріха заарештовує поліція безпеки (Sicherheitspolizei). Лише після того, як Еріка усвідомлює, що через її звинувачення забрали і дітей Генріха, вона зізнається у своїй брехні і намагається накласти на себе руки, не знаючи весь цей час, що Генріх і його сім'я насправді є євреями.
Естер Штуцман, яка працює секретаркою в лікарському кабінеті, також стикається з нацистською політикою, коли її друзі Річард і Марія Кляйн, такі ж приховані євреї, як і вона, приводять свого хворого восьмимісячного малюка Пола на обстеження. Діагноз — хвороба Тея-Сакса — хвороба, яка, як відомо, поширена серед євреїв. Подальше розслідування його сімейного минулого прирекло б на загибель його батьків і будь-які імена, які вони могли б назвати під тортурами. Хоча чоловік Естер, Вальтер, здатен зламати комп'ютерну мережу Рейху і змінити історію родини Кляйнів, саме одкровення про те, що у рейхсфюрера СС Лотара Прутцмана є племінник, хворий на хворобу Тея-Сакса, зупиняє розслідування.
На задньому плані смерть нинішнього фюрера Курта Гальдвейма (за зразком справжнього австрійського президента Курта Вальдгайма) змушує його замінити реформаторсько налаштованого Гайнца Баклігера, який послаблює репресивні закони Рейху. У таємній промові, з уст в уста передаючи її серед населення, новий фюрер викриває своїх попередників і каже, що Рейх скоював злочини в минулому. Реакційна опозиція об'єднується навколо СС, а популістський гауляйтер Берліна Рольф Штолле виступає за прискорення реформ.
З оголошенням про відносно вільні вибори справа стає головною: кандидати не обов'язково повинні бути членами нацистської партії, хоча вони мають бути арійцями. Під керівництвом рейхсфюрера СС Лотара Прютцмана СС здійснює консервативний державний переворот, ув'язнює фюрера та призначає колишнього верховного комісара у справах Остланду Оділо Глобочника новим фюрером. Однак Штолле підбурює рух за народну силу, який підтримує Вермахт. Державний переворот зазнає поразки після того, як Вальтер Штутцман наповнює комп'ютерну мережу країни інформацією про хворого племінника Тай-Сакса рейхсфюрера СС Прюцмана. Незабаром Берлін приходить до висновку, що Прютцманн євреєм, що остаточно перевертає хід проти перевороту. Після цього Прютцманн убиває себе, Глобочника лінчують, а Баклігера знову встановлюють на посаду фюрера (хоча й пригнічений його затриманням і затьмарений популярним Штолле).
Наприкінці роману вибори забезпечують прореформаторську більшість до Рейхстагу, а Штолле є його спікером, і видають мандат на незалежність Протекторату Богемії та Моравії на одночасному референдумі. Крім того, Гімпелі та Штуцмани збираються, щоб сказати десятирічній Франчесці, що вона єврейка.

## Персонажі точки зору
- Генріх Ґімпель, прихований єврей, який служив офіцером Oberkommando der Wehrmacht у Берліні. Генріх обережно й прискіпливо дотримується свого маскараду і спочатку навіть від читача, який не раніше, ніж через цілий розділ дізнається, що Гімпель є прихованим євреєм і лідером таємної єврейської громади. Конкретна робота Генріха полягає в тому, щоб стежити за сплатою американцями данини Німеччині та виявляти часті спроби уникнути сплати. Ґімпела заарештовують через те, що дружина друга засуджує його як єврея, хоча вона не знала, що він насправді євреєм, після того, як він чинив опір її сексуальним домаганням. Зрештою Ґімпеля звільняють з-під варти, а майор СС, який виводить його за двері, недбало зауважує йому: «Ви знайдете нас у найнесподіваніших місцях».
- Ліза Ґімпель, дружина Генріха, також єврейка.
- Алісія Ґімпель, десятирічна донька Генріха та Лізи та найстарша з трьох сестер. На початку книги вона посвячена в таємницю, що вона та інші родичі та друзі є євреями. Вона приголомшена, але поступово приймає це.
- Сусанна Вайс, дослідниця середньовічної англійської мови в Університеті Фрідріха Вільгельма. Вона також одна з небагатьох євреїв, що залишилися в Рейху.
- Естер Штутцман, адміністратор берлінського педіатра. Вона та її чоловік Вальтер також приховані євреї. Вона є дублюванням відомої письменниці наукової фантастики/фентезі Естер Фрізнер.[2]
- Вальтер Штуцман, комп'ютерний програміст компанії Zeiss. Він має несанкціонований доступ до багатьох баз даних Рейху за допомогою кодів, створених його батьком, який брав участь у переведенні паперових записів у комп'ютерні. Він може присвоїти євреям фальшиві арійські родоводи, щоб дозволити їм уникнути виявлення Рейху.

## Налаштування

### Світова політика і географія

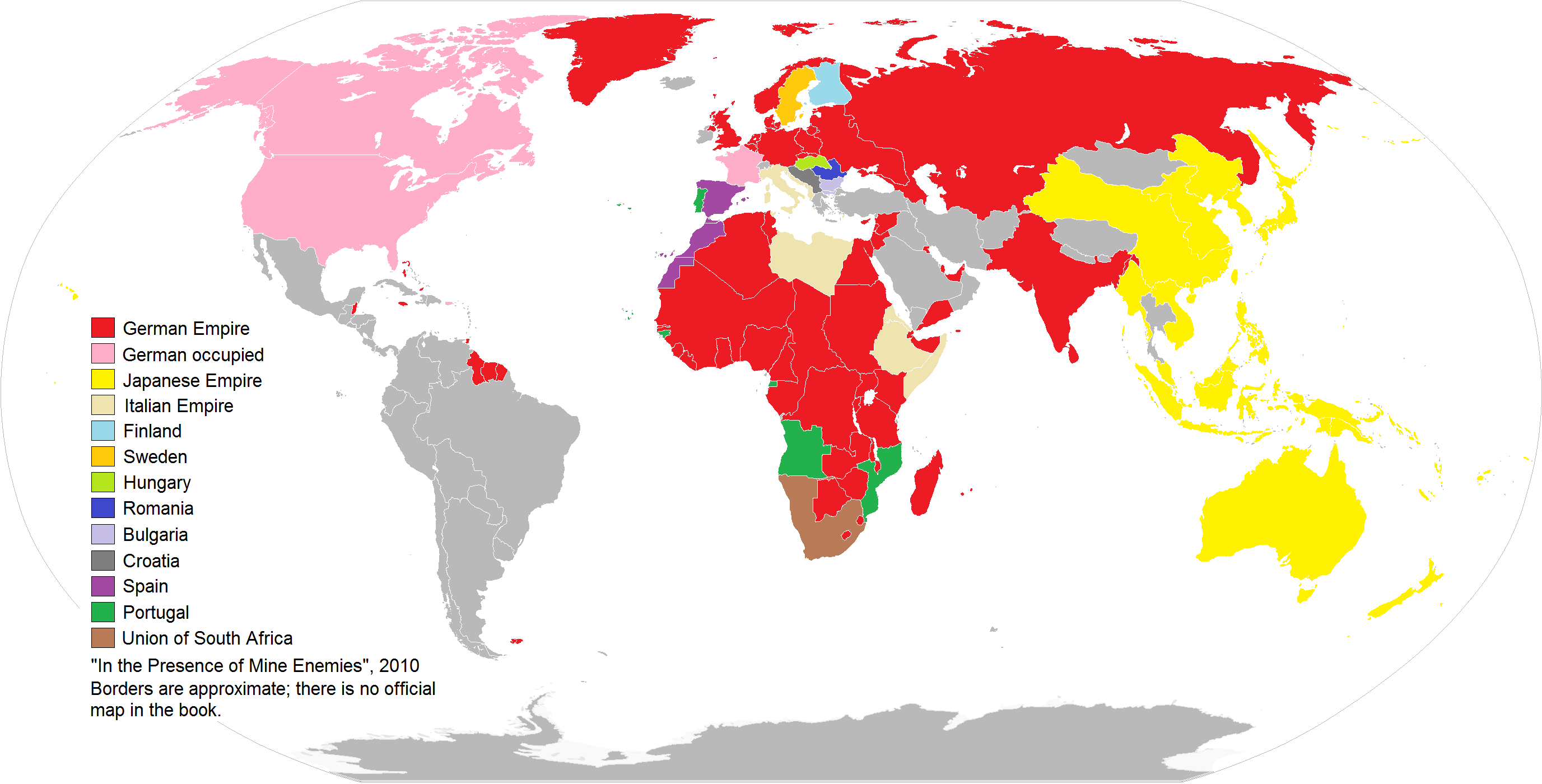
Карта, що показує кордони світу, як описано в книзі.

#### Політичне вирівнювання
Фюрер Великого німецького рейху є найвпливовішим політичним лідером у світі. Окрім самого Рейху, «Велика Німецька імперія» включає країни, які окуповані (але не анексовані), та інші, які є союзниками. Окуповані країни мають власні уряди, але обмежений суверенітет; нацисти втручаються у їхні внутрішні справи, особливо в застосуванні расової ідеології. Союзники, хоча технічно незалежні, піддаються сильному нацистському впливу; більшість з них представляють місцеві різновиди расистських, фашистських і радикально-націоналістичних сил.
Італійська імперія розташована навколо Середземного моря, включаючи частини Африки, надані Райхом. Нацисти змушують італійців вчиняти широкомасштабні вбивства арабів на їхніх територіях на Близькому Сході. Нація контролюється Савойським домом (на чолі з королем Умберто) і дуче Італійської імперії. У той час як більша частина Африки поділена між Німеччиною, Італією, Іспанією та Португалією, Південно-Африканський Союз, де домінують арійці, залишається незалежним союзником Німецького Рейху. Згадується, що Іспанія керується каудильйо, але нічого не згадується про статус іспанської монархії.
Хоча вона менш потужна, ніж Німеччина, імперська Японія є ядерною державою, яка тримає Рейх на відстані неявною загрозою взаємного гарантованого знищення. Крім того, Японія має своїх власних підлеглих правителів (згадується лише імператор Маньчжоу-Го) у Сфері спільного процвітання Великої Східної Азії. Незважаючи на наявність у своєму розпорядженні «океану рабської праці», Японія зараз зосереджена на розвитку високих технологій. Незважаючи на німецько-ніппонський альянс, нацисти вважають японців расово неповноцінними та позбавленими креативності, використовуючи пропаганду, яка вказує на сприйняте зниження технологічного прогресу Японії як доказ. Незважаючи на це, японських туристів, студентів і ресторанів зазвичай можна побачити в Рейху.

#### Сполучені Штати і Канада
У 1960-х та 1970-х роках Німеччина та держави Осі у Третій світовій війні перемогли Сполучені Штати та Канаду за допомогою ядерних бомб, які вони розробили. Ключові американські міста Вашингтон, округ Колумбія, і Філадельфія були зруйновані бомбами, а їхнє середовище на довгі роки стало непридатним для життя. Інші міста, такі як Нью-Йорк, Сент-Луїс і Чикаго, були сильно пошкоджені звичайними бомбардуваннями. Столицю США було перенесено до Омахи, штат Небраска, де було створено пронацистський маріонетковий уряд, а Рейх утримує окупаційні сили Вермахту в Нью-Йорку, Чикаго, Сент-Луїсі та самій Омасі. Після завоювання США айнзатцкоманди та американські прихильники переваги білої раси систематично вбивають євреїв країни та більшість чорношкірого населення країни, а всіх чорношкірих, що залишилися, Рейх використовує для рабської праці.
США сплачують щорічну данину, що є важливим доходом для економіки Німеччини, незважаючи на гіперінфляцію в США та зникнення долара США як світової валюти. За можливості США ухиляються від сплати данини.

#### Інші окуповані країни
Генріх IX є правлячим монархом Сполученого Королівства (хоча його походження ніколи не пояснюється), яке було анексовано Рейхом. Британський союз фашистів є правлячою партією з Чарлі Лінтоном як прем'єр-міністром; однак внутрішньо розділено щодо ступеня впливу Рейху на його управління (що нагадує британський євроскептицизм) і процесу відбору нового фюрера.
Усіх знайдених євреїв негайно вбивають на місці, і в той час як «уцілілих росіян відтіснили далеко на схід від Уралу», там багато партизанських боїв, які потребують фортів для захисту німецьких поселенців.
Нацисти відносно добре ставляться до чехів, хорватів і болгар, незважаючи на те, що вони слов'яни: чехи роблять великий внесок в економіку Рейху, а хорвати і болгари жорстоко переслідують сербів шляхом жорсткої расової дискримінації, придушення повстань і поневолення або вбивства дисидентів. Іранці та індійці класифікуються як «арійці», тому нацисти не переслідують їх; деяких навіть запрошують навчатися в німецьких університетах.

### Технології
Рівень технологій у романі майже такий же, як і в реальному ХХІ столітті. Вермахт використовує реактивну авіацію, танки, підводні човни, бронетранспортери, штурмові гвинтівки та різноманітні військові кораблі. Згадується, що «Міністерство повітря та космосу» розмістило постійний форпост на Місяці та здійснить висадку людей на Марс, і, можливо, воно планує місію з екіпажем до супутників Юпитера. Згадуються в романі і орбітальні погодні платформи.
У ХХІ столітті цивільні технології також просунулися так само, як і військові. Реактивні авіалайнери, телевізори (так звані телевізори), комп'ютери (хоча Інтернет не досяг такого ж рівня, як його реальний аналог через побоювання, що це стане «кошмаром безпеки»), сучасні автомобілі, мікрохвильові печі та посудомийні машини використовуються по всьому Рейху. Німецьке населення має дуже високий рівень життя за рахунок ненімців у всьому Рейху та окупованих країнах.

### Суспільство
Суспільство Рейху є культурно домінуючим завдяки його перемогам у Другій і Третій світових війнах, а німецькі компанії та організації домінують в економіці союзних і окупованих держав. Mercedes-Benz і Volkswagen процвітають, а Zeiss виробляє комп'ютери та програмне забезпечення Рейху. Agfa-Gevaert випускає телевізійну рекламу, яка заохочує німців мігрувати на території Остланду, а Lufthansa покриває ефір.
Британська телерадіомовна корпорація згадується в романі, а її аналогом в Рейху є Reichs-Rundfunk-Gesellschaft (RRG). Диктор RRG, Горст Вітцлебен, з'являється кілька разів у романі, і його «Сьома година новин» дуже впливова.
Генеалогічне бюро Рейху має онлайн-генеалогічні записи, які можуть визначити життя та смерть осіб, підозрюваних у євреях (у реальному житті нацистська держава вже використовувала перфокарти, розроблені IBM, щоб відзначати євреїв і зрештою арештовувати їх і відправляти до таборів смерті).

#### Економіка
Рейхсмарка є домінуючою світовою валютою та є законним платіжним засобом у Великому німецькому рейху, але більшість держав-членів рейху, територій і союзників (включаючи Японську імперію, Латинську Америку, Велику Британію та Сполучені Штати) мають національні валюти. Оскільки Рейх диктує сприятливі обмінні курси, рейхсмарку охоче приймають (і, очевидно, вітають) навіть у місцях, де вона не є законним платіжним засобом. Британія продовжує використовувати свою валюту до десяткової системи фунтів стерлінгів, але монета Crown номіналом п'ять шилінгів викарбувана з дешевого алюмінію, а не зі срібла, оскільки «срібні» монети принаймні частково виготовлялися з нього до Другої світової війни та ненадовго після неї.

#### Освіта
Школа — це спосіб, за допомогою якого Німецький Рейх навчає і контролює громадянство, починаючи з молодості. У школах практикуються тілесні покарання за такі дії, як неповага до начальника, невиконання шкільних завдань і незнання правильних відповідей на запитання вчителів у класі. Навчальний рік займає більшу частину календарного року, єдиними великими святами є двотижневі канікули між Різдвом і Новим роком і тижнева перерва після Великодня. Решту року займають шкільні роботи, хоча одноденні канікули бувають рідко.
Гітлерюгенд і Союз німецьких дівчат є обов'язковими для дітей у Німецькому Рейху, нацистські гендерні ролі мало змінилися. Наприкінці роману Гітлерюгенд впроваджує зміни в напрямку підготовки хлопчиків до того, щоб вони стали відповідальними, дорослими громадянами, а не призовниками.
Система освіти Рейху призначена лише для Німеччини; союзні держави та окуповані території контролюють власні системи освіти. У США американські діти продовжують мати довгі літні канікули зі школи, факт, який німецькі вчителі підкреслюють як одну з причин поразки від Німецького Рейху.
Німецькі науковці відіграють ключову роль у процесах расової дискримінації та геноциду. Німецький інститут расових досліджень, який є частиною Університету Фрідріха Вільгельма, відповідає за визначення народів і етнічних груп «Німецької імперії», які є недолюдськими і тому приречені на геноцид або рабство. Поряд з ним, як усміхнене обличчя Рейху, знаходиться Німецький інститут для іноземців (заснований у 1922 році), який займається навчанням іноземців, які, на щастя, були класифіковані як «арійці», таких як іранці та індійці, німецької мови та культури.
В академічному житті домінують чоловіки. Хоча жінка може зробити академічну кар'єру, ті небагато, хто це робить, стикаються з великими труднощами і змушені брати участь у щоденній дрібній боротьбі, щоб отримати привілеї, надані чоловікам. За сексизмом Рейху наполегливу жінку можна було б звинуватити в тому, що вона «не є справжньою націонал-соціалістичною жінкою», але молоді люди вважають таке ставлення старомодним і оскаржують його.

#### Спорт
Спорт у Райху є виключною прерогативою арійців і контролюється Німецькою федерацією спорту, яка надає перевагу німецьким спортсменам перед спортсменами з інших країн. Федерація має право відмовитися від участі у змаганнях з іноземними командами, а також позбавляти іноземні команди права на гастролі в Райху, якщо політичні відносини погіршуються. Прикладом може служити бойкот італійських спортивних команд після заворушень на футбольному матчі в Мілані між уболівальниками господарів і приїжджих уболівальників Лейпцига. Позбавлення права на гастролі Рейхом і на відвідування команд Рейху завдає фінансової шкоди. Німеччина нещодавно виграла Чемпіонат світу з футболу, але тепер їй кидає виклик потужна, багаторасова Бразилія, серед якої є негри та корінні американці.

#### Вцілілі євреї
Хоча євреїв вважають знищеними у 2010 році, антисемітські стереотипи залишаються сильними в масовій культурі та офіційній пропаганді та є важливою частиною шкільної освіти. Книги автора-антисеміта Юліуса Штрайхера («Не довіряй лисиці в зеленому лузі», "Жодному єврею не присягай " і «Отруйний гриб») є універсальним читанням для німецьких дітей. Приховані євреї відчувають себе зобов'язаними купити їх для своїх дітей, оскільки інакше можуть викликати підозру.
Євреї як є, так і не належать до суспільства, що їх оточує. Вони повинні постійно виконувати роль папуги, що повторює панівні антисемітські кліше. Вони зберігають свою єврейську ідентичність настільки, наскільки вони можуть бути передані на таємних зустрічах між собою, з суто усними знаннями, хоча деякі письмові івриту викладають. За винятком Біблії, яку можна зберігати відкрито, оскільки християнство, хоча і не заохочується, але дозволене Рейхом, вони не наважуються мати книги про юдаїзм, хоча вони все ще існують.
Усі герої фільму народилися за часів нацизму, і для них дотримання маскараду є другою натурою. Найбільша небезпека полягає в тому, що дитині розповідають про її справжню ідентичність, зазвичай у віці десяти років, який вважається достатньо дорослим, щоб зберігати таємницю. Діти часто бувають шоковані, оскільки, як і всі інші німецькі діти, вони зростали під впливом постійного антисемітизму з боку вчителів та дитячих книжок. Дорослі пом'якшують шок, навчаючи дітей відчувати привілейовану приналежність до такого таємного товариства.
Згадується, що приховані євреї вважають надто небезпечним збиратися на великі свята і пости юдаїзму, такі як Песах і Йом Кіпур, і тому вони проводять свої таємні збори на невеликі свята, такі як Пурим.

#### Інші меншини
Німецька промисловість використовує слов'янських, чорних і арабських рабів для «брудної» або небезпечної роботи. В одному уривку по телебаченню повідомляють про промислову аварію в Рурі, яка спричинила загибель «дванадцяти арійців і невідомої кількості унтерменшенів».
Гомосексуалістів активно переслідують. На відміну від євреїв, циган та інших «нижчих рас», які, як вважають, були знищені, гомосексуалісти продовжують з'являтися, і на них полює поліція безпеки, якщо вони не мають політичних зв'язків, щоб їх захистити.

#### Берлін
Значна частина історії відбувається в Берліні. Столиця Рейху рясніє монументальною архітектурою Альберта Шпеєра. Важливим прикладом є Великий зал, який може вмістити понад 100 000 людей і в якому відбулися похорони померлого фюрера Курта Гальдвейма. З куполом висотою 200 м і шириною 250 м його увінчує масивний позолочений німецький орел зі свастикою.
Поруч знаходиться Палац фюрера, офіційна резиденція фюрера, яку охороняють солдати піхотного полку Великої Німеччини, що стоїть біля палацу. Крім охорони, це церемоніальний парадний корпус, озброєний (антикварними) гвинтівками Gewehr 98 і арсеналом, який включає штурмові гвинтівки та танки. Далі — Адольф-Гітлер-плац, велика публічна площа для мітингів тощо.
Солдатський зал вшановує військову могутність Німецького Рейху, демонструючи радіоактивні залишки Дзвону Свободи (виставленого за свинцевим склом), планери, які використовувалися для вторгнення до Британії, перший Panzer IV, який увійшов до Кремля, та залізничний вагон, у якому імперська Німеччина капітулювала перед союзниками в 1918 році в Комп'єні, Франція, і в якій Франція капітулювала перед нацистською Німеччиною в 1940 році.
Тріумфальна арка має ширину 170 м і глибину 1700 м, хоча вона побудована за зразком меншої Тріумфальної арки в Парижі; велика частина автомобільного транспорту району Берліна проходить через нього. Оскільки місто густонаселене, громадський транспорт (швидкісні потяги, U-Bahn і приміська залізниця) добре розвинений; одна залізнична станція — «Південний вокзал», біля державних установ. Плани Шпеєра зумовлюють закріплення південного кінця головного бульвару найбільш монументальними спорудами. Захоплене вороже озброєння та бойові уламки (британський винищувач, радянський танк, бойова рубка американського підводного човна) виставлені поза станцією.
У Берліні також знаходяться штаб-квартири ключових міністерств уряду: авіації та космосу, юстиції, внутрішніх справ, транспорту, продовольства, економіки, колоній, Oberkommando der Wehrmacht та канцелярії фюрера.
Курфюрстендамм — це комерційний район, який блищить неоновими вивісками та відбитим сонячним світлом, але мешканці Берліна використовують повну назву вулиці у своєму повсякденному житті замість скороченого сленгу тубільців. Берлін є культурно яскравим, пропонуючи мешканцям і відвідувачам неймовірно успішний мюзикл про Черчилля та Сталіна та космополітичну кухню, але відповідно до райнгайтсґеботу середньовічний національний закон про чистоту пива забороняє імпорт японського пива. Американський фаст-фуд є рідкістю через американський економічний колапс після поразки у Третій світовій війні, незважаючи на існування таких закладів харчування, як The Greasy Spoon .
Культурно, магазин іграшок Ulbright пропонує гарненькі ляльки «Вікі» та фігурки «Landser Sepp» (ляльки для хлопчиків) дітям Рейху. Ляльки «Вікі» виготовляються в США з використанням рабської праці та бувають різних варіантів, але всі ляльки виглядають ідеально арійськими і тому відповідають політиці Рейху.
Частини історії також відбуваються в Лондоні, столиці Великої Британії. У романі британський народ збіднів через німецьку окупацію. Вільям Шекспір та його твори більш відомі та публікуються в Німеччині, ніж на його батьківщині, частково через економічний колапс Великої Британії. Під час війни велика частина Лондона була зруйнована авіаційними бомбардуваннями та запеклими міськими боями під час останнього опору Черчилля та його прихильників. Ключові британські будівлі, включаючи будівлю парламенту, Біг-Бен і собор Святого Павла, були повністю знищені, а фотографії та картини є єдиною спадщиною, що залишилася. Деякі райони міста були в руїнах понад 70 років через суворі репарації, накладені німцями на британців, і партизанські повстання, які були повністю придушені лише в середині 1970-х років. Німецькі містобудівники часто відвідують Британію, щоб побачити, як вона справляється з будівництвом з чистого аркуша, якого вони ніколи не зможуть мати.
The Crown — це готель, який служить місцем зборів Британського союзу фашистів; як випливає з назви, над ним домінує величезна корона. Члени БСФ мають репутацію жорстоких головорізів, і бійки за участю його членів відбуваються поза межами готелю та всередині готелю. Другий готель, Silver Eagle, приймає конференцію Середньовічної Англійської Асоціації, а на своїй вершині зображений орел зі скла та сталі. Обидва готелі мають сучасні будівлі зі скляним фасадом.

## Літературознавство і значення
Гавріель Девід Розенфельд у своїй праці «Світ, якого ніколи не створював Гітлер» зазначає, що на відміну від інших альтернативних історій, які розповідають про перемогу нацистів, «У присутності моїх ворогів» олюднює нацистів. Розенфельд заявив, що це було б неможливо в попередні роки, коли тенденцією було показувати нацистів в альтернативних історіях як «втілення зла». Розенфельд, однак, зазначив, що, незважаючи на репутацію Черепахи як відомого і досвідченого письменника в галузі альтернативної історії, Терлдав отримав багато критики за роман, що змусило Розенфельда припустити, що більшість американської аудиторії не бажає гуманізувати нацистів.
Однак Адам-Трой Кастро дав хорошу рецензію на роман. Хоча він виявив, що приховані єврейські персонажі роману надто добре витримували своє таємне життя, і порівняв інших, хто живе таємним життям у нашому суспільстві (наприклад, гомосексуалістів), яким іноді доводиться мати справу з випадками ненависті до себе, алкоголізму, наркоманії та навіть самогубство. Зрештою Кастро був у захваті від того, що наприкінці роману головні герої стоять прямо проти репресивного уряду.